# Thérèse Aubray
Pour les articles homonymes, voir Aubray.
Thérèse Aubray (pseudonyme de Thérèse Gros, née à Marseille le 18 avril 1888 et morte à Boulogne-Billancourt le 18 décembre 1974) est une écrivain, poète et traductrice française. Elle a vécu à Marseille, Neuilly et Paris.

## Biographie
Issue d'une famille aisée de Marseille, Thérèse Aubray a appartenu au premier cercle de la revue Les Cahiers du Sud, créés à Marseille, et dirigés par son ami Jean Ballard ; elle participa au capital de leur maison d'édition dès la fin des années 1920, et à son conseil d'administration à partir de 1931 en tant que correspondante parisienne.

Cette marseillaise résidait à Neuilly, où elle animait avec son mari, le musicien Fernand Drogoul, un salon littéraire qui réunissait des amis poètes et artistes : Léon-Paul Fargue, Pierre Jean Jouve, Antonin Artaud, André Masson, Benjamin Fondane, Gabriel Marcel, Jean Wahl, Ilarie Voronca, Charles du Bos, Yanette Delétang-Tardif, Henri de Régnier, Jean et Ida Cassou, Ernst Erich Noth .

Son amie, Yanette Delétang-Tardif, la voit comme une poète de l'amour et de la « présence active », écrivant dans le silence : « J'invente, j'accomplis et je replante en toi / L'arbre à feu de la terre / L'arbre à sang, le rampant, le dur éclabousseur / Crachant sa fleur de pourpre au visage indolent / Qui veut se croire sage. » (« Phénix », in Défense de la Terre, Battements III, 1937).

Angliciste, elle reste connue aujourd'hui pour ses traductions de David Herbert Lawrence et Shri Aurobindo. 

## Jugement
Léon-Paul Fargue : « Les poèmes [de] Thérèse Aubray [dans Défense de la terre] semblent avoir été composés dans le court instant d'une rayonnante poussée de surnaturel et comme dictés par ces voix autoritaires, ces voix de créatures irrésistibles que nous reconnaissons dans le désir, le soupir, le regret, la douleur, l'orgasme ou l'idée. » (premières lignes de la préface à Défense de la terre — Battements III, GLM, 1937.) 

## Œuvre[5]

### Poésie
- Battements, Cahiers Libres, 1933. Avec une gravure d'André Masson pour les exemplaires  de tête.
- Battements II — Je viens en Fraude, Corréa, 1935.
- Derrière la nuit, GLM, 1936. Avec une illustration de Jean de Boschère.
- Battements III — Défense de la terre, GLM, 1937. Avec une préface de Léon-Paul Fargue.
- Battements IV, Les Cahiers du Journal des Poètes, Bruxelles, 1939.
- Abandon aux forces , Cahiers de l'École de Rochefort, 1942.
- Ouvrir les yeux, Éditions Balzac, 1943.

### Traductions
- David Herbert Lawrence, Matinées mexicaines suivi de Pensées, Stock, 1935.
- David Herbert Lawrence, Apocalypse, Confluences, 1946.
- David Herbert Lawrence, Réflexions sur la mort d'un porc-épic, Confluences, 1946.
- David Herbert Lawrence, Études sur la littérature classique américaine, Éditions du Seuil, 1948.
- David Herbert Lawrence, Promenades étrusques, Gallimard, 1949.
- David Herbert Lawrence, Homme d'abord, Bibliothèque 10-18, 1968.
- Francis Stuart, La Colonne de feu, Éditions Le Temps présent, 1949.
- Shri Aurobindo, Chants spirituels, Imprimerie Caractères, 1956.

#### Traductions publiées en revues
- William Saroyan, Deux contes (La Vision, Les Fourmis), Cahiers du Sud, octobre 1940.